# Tătărăni
Tătărăni é uma comuna romena localizada no distrito de Vaslui, na região de Moldávia. A comuna possui uma área de 77.55 km² e sua população era de 2473 habitantes segundo o censo de 2007.